# A Gute Voch
 (juillet 2013).
Si vous disposez d'ouvrages ou d'articles de référence ou si vous connaissez des sites web de qualité traitant du thème abordé ici, merci de compléter l'article en donnant les références utiles à sa vérifiabilité et en les liant à la section « Notes et références ».
A gute voch (yiddish :  אַ גוטע װאָך « une bonne semaine ») est un poème liturgique, ainsi qu’une chanson à boire, écrit par un hassid de Bratslav anonyme pour être chanté lors du Melavè malka, repas pris à la fin du chabbat.
Le poème se veut joyeux à un moment qui ne l’est généralement pas, le Juif quittant la plénitude du chabbat pour affronter la semaine jusqu’au chabbat suivant. On se souhaite donc une bonne semaine sur un air guilleret, le refrain invitant en outre les participants à boire du vin jusqu’au lever du jour, et on se rappelle différentes raisons à cette joie : elle est en quelque sorte un prélude à la venue du Messie car celui-ci est plus particulièrement attendu à la fin du chabbat et des fêtes. On souhaite également qu’il emmène ceux qui chantent ce piyyout « là-bas », en terre d’Israël. 
Devenue un classique du répertoire yiddish, A gute voch a été interprétée récemment par le groupe new-yorkais The Klezmatics sur leur album The zmiros project ainsi que par le chanteur russo-israélien Victor Berezinsky.